# Vad vore livet utan kvinnor
Vad vore livet utan kvinnor är ett musikalbum från 2006 och det sjätte albumet av bandet Black Jack

## Låtlista
1. Vad Vore Livet Utan Kvinnor
2. Under Stjärnorna
3. Polarna Och Jag
4. Månens Melodi
5. Sextonde September
6. Jag Håller Vad Jag Lovar
7. Unchained Melody
8. Jag Vill Andas Samma Luft Som Du
9. Sugar, Sugar
10. Rena Rama Vilda Västern
11. Älska Hela Natten
12. I Min Dröm